# Bennihalli, Mundargi
Bennihalli là một làng thuộc tehsil Mundargi, huyện Gadag, bang Karnataka, Ấn Độ.